# Kreditinstituts-Rechnungslegungsverordnung
Die Kreditinstituts-Rechnungslegungsverordnung, abgekürzt RechKredV, ist eine deutsche Rechtsverordnung, die für alle Kredit- und Finanzdienstleistungsinstitute verbindlich ist. In § 21 Abs. 4 RechKredV sind außerdem die rechtlichen Bedingungen für Spareinlagen festgelegt. 
Die RechKredV ist an der Umsetzung der „Bankbilanzrichtlinie“ vom 8. Dezember 1986 (Richtlinie 86/635/EWG, ABl. Nr. L 372 S. 1) und der „Zweigniederlassungsrichtlinie“ vom 13. Februar 1989 (Richtlinie 89/117/EWG, ABl. Nr. L 44 S. 40) in deutsches Recht beteiligt. Ihre Ermächtigungsgrundlage ist § 330 Abs. 1 und 2 HGB. 
Im Rechnungslegungsrecht der Kredit- und Finanzdienstleistungsinstitute ersetzte die RechKredV die „Verordnung über Formblätter für die Gliederung des Jahresabschlusses von Kreditinstituten“ (letzte Bekanntmachung vom 14. September 1987, BGBl. I S. 2169), bis dahin geltende Bilanzierungsrichtlinien des Bundesaufsichtsamt für das Kreditwesen (BAKred) sowie einige aufsichtsbehördliche Regelungen für Sparkassen und  öffentlich-rechtliche Kreditinstitute. Die Vorschriften der RechKredV waren erstmals auf den Jahresabschluss des Geschäftsjahres 1993 anzuwenden. 
Die RechKredV enthält als Anlagen drei obligatorische Formblätter, die von allen Kredit- und Finanzdienstleistungsinstituten, unabhängig von ihrer Rechtsform und ihrer geschäftlichen Ausrichtung, zu verwenden sind. Die Besonderheiten der jeweiligen Institutsgruppen werden darauf in zahlreichen Fußnoten berücksichtigt. Es handelt sich um ein Formblatt für die Jahresbilanz und um zwei Formblätter für die Gewinn- und Verlustrechnung. Für die Gewinn- und Verlustrechnung ist eine Wahl zwischen „Kontoform“ (Formblatt 2) und „Staffelform“ (Formblatt 3) möglich. Bei der „Staffelform“ wird eine Trennung zwischen dem Ergebnis der normalen Geschäftstätigkeit (Ziffer 19) und dem Außerordentlichen Ergebnis (Ziffer 22) vorgenommen. Forderungen und Verbindlichkeiten nach Laufzeiten sind nicht in der Bilanz selbst, sondern im Anhang zum Jahresabschluss der Kredit- und Finanzdienstleistungsinstitute aufzugliedern (§ 2 RechKredV).